# Fly on the Wall (chanson)
Pour les articles homonymes, voir Fly on the Wall.
Singles de Miley Cyrus
7 Things
(2008) The Climb
(2009)
Fly on the Wall est le troisième et dernier single du premier album de Miley Cyrus.

## Réception
Fly on the Wall est le single de l'album ayant remporté le plus de succès critique, les critiques la désignant comme la meilleure chanson de l'album.

## Classements positions
| Charts (2008)           | Peak Position |
| ----------------------- | ------------- |
| Canadian Hot 100        | 73            |
| U.S. Billboard Pop 100  | 64            |
| Charts (2009)           | Peak Position |
| Austrian Singles Chart, | 57            |
| European Hot 100        | 57            |
| German Singles Chart    | 62            |
| Irish Singles Chart     | 23            |
| UK Singles Chart,       | 16            |
| U.S. Billboard Hot 100, | 84            |